# Bangalaia alboguttata
Bangalaia alboguttata är en skalbaggsart som beskrevs av Stefan von Breuning 1936. Bangalaia alboguttata ingår i släktet Bangalaia och familjen långhorningar. Inga underarter finns listade.